# クレムス・アン・デア・ドナウ
クレムス・アン・デア・ドナウ（ドイツ語: Krems an der Donau）はオーストリアのニーダーエスターライヒ州の都市で、行政的には郡に属さない憲章都市（Statutarstadt）である。
ニーダーエスターライヒ州では、5番目に大きい都市で、ウィーンのおよそ70km西に位置している。 
ヴァッハウ渓谷の東端のドナウ川と、クレムス川 の合流点に位置している。

## 歴史
クレムス・アン・デア・ドナウが最初に記述されたのは、西暦995年であるが、27,000年以上前のオーストリアで最も古い子供の墓が見つかるなど、既に居住者は存在していた。
11-12世紀の間、"Chremis"と呼ばれていた街は、当時ウィーンとほぼ同規模であった。オーストリア後期バロックの画家であるマルティン・ヨハン・シュミットはこの街の出身である。

## 姉妹都市
- パッサウ、ドイツ
- ベーブリンゲン、ドイツ
- ボーヌ、フランス
- リーベ、デンマーク
- クロムニェリーシュ、チェコ
- グレープヴァイン、アメリカ合衆国